# Klaun Krusty
Klaun Krusty, właściwie Herschel Shmoikel Pinkus Yerucham Krustofsky (ang. Krusty the Clown, hebr. הרשל פינחס ירוחם קרוסטופסקי; ur. 1935) – fikcyjna postać występująca w serialu animowanym Simpsonowie. 
Klaun Krusty prowadzi popularny program rozrywkowy dla dzieci. Jest synem rabina Hymana Krustofskiego i jego żony Catherine Johnson-Krustofski. Żydowskie pochodzenie często sprawia, że ma kłopoty z prowadzeniem swojego życia. Gdyby nie jego ojciec, to nie prowadziłby jakiegokolwiek życia religijnego.
Herschel w młodości miał pójść w ślady ojca. Przez to uczęszczał do prowadzonej przez niego jesziwy. Sam jednak chciał zostać klaunem i rozśmieszać ludzi, przez co wyrzekł się go jego ojciec. Po latach, dzięki Bartowi i Lisie, Herschel i Hyman pogodzili się. Jako dorosły miał bar micwę, na którą się zdecydował po tym, jak nie chciano umieścić jego gwiazdy w żydowskiej alei sław. Po ciężkich naukach uroczystość odbyła się w miejskiej synagodze.
Klaun Krusty przez lata spędzone na błaznowaniu stworzył olbrzymie imperium showbiznesowe, wykorzystujące jego wizerunek jako znak handlowy. W Springfield można znaleźć niemal wszystko sygnowane twarzą Krusty'ego - od materiałów biurowych po bary szybkiej obsługi. Sam Krusty bardzo aktywnie udziela się w życiu publicznym, najczęściej robiąc za konferansjera na różnorakich galach i uroczystościach.